# The Uplift Mofo Party Plan
The Uplift Mofo Party Plan er et rockalbum af Red Hot Chili Peppers udgivet i 1987.

## Medvirkende
- Anthony Kiedis – vokal
- Michael "Flea" Balzary – bas
- Hillel Slovak – guitar
- Jack Irons – trommer

## Spor
1. "Fight Like A Brave"
2. "Funky Crime"
3. "Me & My Friends"
4. "Backwoods"
5. "Skinny Sweaty Man"
6. "Behind The Sun"
7. "Subterranean Homesick Blues"
8. "Special Secret Song Insine"
9. "No Chump Love sucker"
10. "Walkin' On Down The Road"
11. "Lovetriology"
12. "Organic Anti-Beat Box Band"